# Polynesisk kejsarduva
Polynesisk kejsarduva (Ducula aurorae) är en fågel i familjen duvor inom ordningen duvfåglar.

## Utseende och läte
Polynesisk kejsarduva är en stor (51 cm) duva med breda rundade vingar och en knöl på näbben. Den är silvergrå på huvudet och större delen av undersidan, förutom svarta undre stjärttäckare. På ovansidan är den mörkt bronsgrön. Lätet är ett grovt "rouw-rouw-rouw" och olika typer av mer dämpade läten.

## Utbredning och systematik
Polynesisk kejsarduva förekommer som namnet avslöjar i Polynesien. Den behandlas antingen som monotypisk eller delas in i två underarter med följande utbredning:
- Ducula aurorae aurorae – förekommer på ön Makatea (Tuamotuöarna)
- Ducula aurorae wilkesii – förekommer på Tahiti (Sällskapsöarna)

## Status
Arten är upptagen på internationella naturvårdsunionen IUCN:s röda lista som starkt hotad. Den har en mycket liten världspopulation uppskattad till endast 570–1200 vuxna individer. Beståndet tros dock öka i antal.